# AKMU
AKMU (tiếng Hàn: 악뮤), còn được biết đến với tên gọi Akdong Musician (tiếng Hàn: 악동뮤지션; Hanja: 樂童音樂家; Romaja: Akdong Myujisyeon) là một nhóm nhạc Hàn Quốc gồm hai anh em ruột Lee Chan-hyuk và Lee Su-hyun. Họ là quán quân của cuộc thi K-pop Star mùa thứ 2, và bắt đầu hoạt động dưới sự quản lý của công ty YG Entertainment từ tháng 4 năm 2014.
Album đầu tay PLAY đánh dấu sự ra mắt của nhóm vào năm 2014 đã đạt hơn 6.1 triệu tổng số lượt tải về. Các sản phẩm âm nhạc tiếp theo như SPRING (2016) và WINTER (2017) gặt hái thành công lớn cho nhóm.
Cũng trong năm 2017, Chan-hyuk được xác nhận bắt đầu thực hiện nghĩa vụ quân sự trong lực lượng Hải quân từ ngày 18 tháng 9, qua đó tạm ngừng mọi hoạt động của nhóm. Trong thời gian đó, Su-hyun hoạt động solo và đảm nhận nhiều vai trò. Năm 2019, Chan-hyuk chính thức được xuất ngũ, AKMU trở lại với album thứ ba SAILING vào tháng 9 trong năm.

## Lịch sử

### 2012-2013: Quán quân K-pop Star 2

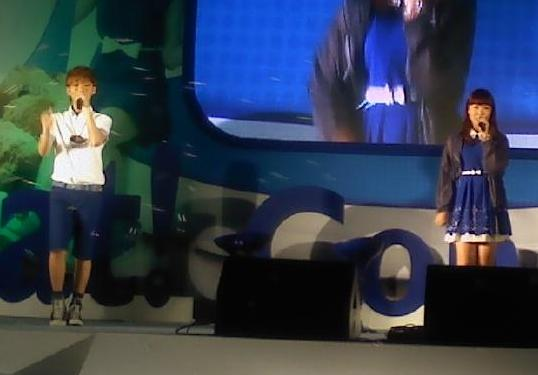
AKMU biểu diễn tại M-Stage (gần ga Gangnam) năm 2013

Lee Chan-hyuk (sinh năm 1996) và Lee Su-hyun (sinh năm 1999) đã sống với bố mẹ ở Mông Cổ gần hai năm trước khi họ quay trở về Hàn Quốc để theo đuổi sự nghiệp âm nhạc. Hai anh em, dưới tên gọi Akdong Musican, đã gia nhập hãng thu âm đầu tiên là công ty giải trí Proteurment. Dưới sự quản lý của công ty, họ đã thực hiện một số buổi biểu diễn và phát hành bài hát mang tên "Galaxy", mà sau này được sử dụng làm nhạc nền cho một thước phim quảng cáo điện thoại Samsung Galaxy S4.
Vào tháng 8 năm 2012, bộ đôi tham gia vòng thử giọng sơ bộ của K-pop Star 2 được tổ chức tại Jamsil Arena ở Seoul. Họ vượt qua vòng thử giọng, và trong vòng loại chính thức đầu tiên của chương trình, họ đã hát bài hát Breathe của nhóm nhạc nữ Miss A và một bài hát tự sáng tác mang tên "Don't Cross Your Leg" đã nhận được rất nhiều sự khen ngợi từ ba người giám khảo. Park Jin-young, người sáng lập và CEO của JYP Entertainment, ca ngợi tính tương tác giữa hai anh em và những kỹ thuật trong bài biểu diễn của họ. Ca sĩ và đại diện của SM Entertainment BoA nhấn mạnh và tán dương lời bài hát mà họ tự sáng tác. Trong khi đó, Yang Hyun-suk, người sáng lập và CEO của YG Entertainment mô tả họ là "những người nghệ sĩ chân chính" duy nhất trong số tất cả những ai tham gia vòng thử giọng. Bộ đôi tiếp tục nhận được những phản ứng tích cực từ phía ban giám khảo cho đến phần biểu diễn thứ hai của vòng ba. Các giám khảo đã chỉ ra rằng sự thiếu tự tin chính là lý do khiến màn biểu diễn của họ thiếu đi sự hấp dẫn. Mặc dù vậy, họ đã trở thành quán quân của mùa thi.
Một số bài hát tự sáng tác được họ biểu diễn trong cuộc thi đã được phát hành bởi công ty LOEN Entertainment và được đón nhận nồng nhiệt. "You are attractive" phát hành vào tháng 12 năm 2012 ngay lập tức đạt vị trí số một trên bảng xếp hạng GAON. Sau cuộc thi, mặc dù không ký hợp đồng ngay với công ty giải trí nào, họ đã tham gia trình bày và sáng tác một số bài hát. Một trong số đó là bài hát "I Love You" được sử dụng làm nhạc nền cho bộ phim truyền hình All about my romance.
Ngày 24 tháng 5 năm 2013, một tháng sau khi chiến thắng K-pop Star 2, hai anh em đã ký hợp đồng độc quyền với YG Entertainment.

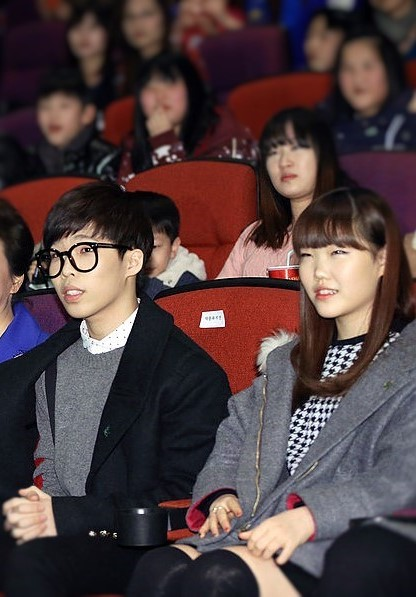
Akdong Musician tham dự Ngày hội Văn hóa vào tháng 1 năm 2014 với tổng thống Park Geun-hye

### 2014:PLAY
Album ra mắt của Akdong Musician, PLAY được phát hành trực tuyến vào ngày 07 tháng 4 và chính thức lên kệ vào ngày 09 tháng 4, chín tháng sau khi đăng quang quán quân K-pop Star 2. Album có 11 bài hát, tất cả đều được sáng tác và sản xuất bởi Lee Chan-hyuk. Album có ba ca khúc chủ đề cùng với ba MV khác nhau. Bài hát chủ đề đầu tiên là "200%" do Yang Hyun-suk lựa chọn, bài hát thứ hai là "Melted" được lựa chọn bởi Akdong Musician. Ca khúc chủ đề thứ ba được xác định bằng phiếu bình chọn của người hâm mộ. Album đã đạt vị trí thứ hai trong bảng xếp hạng các album toàn thế giới của bảng xếp hạng Billboard's U.S. Akdong Musician đã có sân khấu ra mắt tại K-pop Star 3 vào ngày 6 tháng 4.
MV "200%" được phát hành vào ngày 7 tháng 4, cùng với album kỹ thuật số. Một thời gian ngắn sau khi được phát hành, "200%" đã đứng đầu các bảng xếp hạng âm nhạc, các bài hát còn lại cũng có thứ hạng cao.. MV "Melted" được phát hành vào ngày 14 tháng 4. Bài hát chủ đề thứ ba và cuối cùng của album là "Give Love" đã đứng thứ ba trên các bảng xếp hạng chỉ sau "200%" và "Melted". MV "Give Love" được phát hành vào ngày 2 tháng 5. Ngày 15 tháng 6, Akdong Musician đã tham gia vào dự án cover của YG Family, phát hành bản cover bài hát "Eyes, Nose, Lips" của ca sĩ Taeyang. Buổi biểu diễn trực tiếp đầu tiên của Akdong Musician mang tên "AKMU Camp" đã diễn ra vào ngày 21 đến 23 tháng 11 tại Blue Square Samsung Card Hall, Hannam-dong, Seoul.
Ngày 10 tháng 10, Akdong Musician phát hành một đĩa đơn kỹ thuật số mang tên "Time and Fallen Leaves" (tiếng Hàn: 시간 과 낙엽; Romaja: Sigan-gwa Nagyeop) được viết và sáng tác bởi Lee Chan-hyuk. Ban đầu "Time and Fallen Leaves" được chọn làm một trong những bài hát chủ đề cho album "Play" nhưng nó đã được giữ lại để phát hành vào tháng 11 vì bài hát phù hợp với không khí của mùa thu hơn. Bài hát đã đạt được "all-kill" hai ngày liên tiếp sau khi phát hành bằng việc đạt hạng 1 trên 9 bảng xếp hạng âm nhạc thời gian thực (real-time) chính của Hàn Quốc. Nó cũng đạt đạt hạng nhất trên bảng xếp hạng kỹ thuật số hàng tuần GAON vào tuần thứ hai sau khi được phát hành. Bài hát này không có MV để người nghe có thể tự tưởng tượng ra câu chuyện của riêng mình.
Ngày 5 tháng 11, YG Entertainment cho ra mắt nhóm nhỏ (sub-unit) "Hi Suhyun" gồm Suhyun và Lee Hi. Họ ra mắt đĩa đơn đầu tiên mang tên "I'm Different" (Hangul: 나는 달라) vào ngày 11 tháng 11.

### 2015: Hợp tác với Woori Card

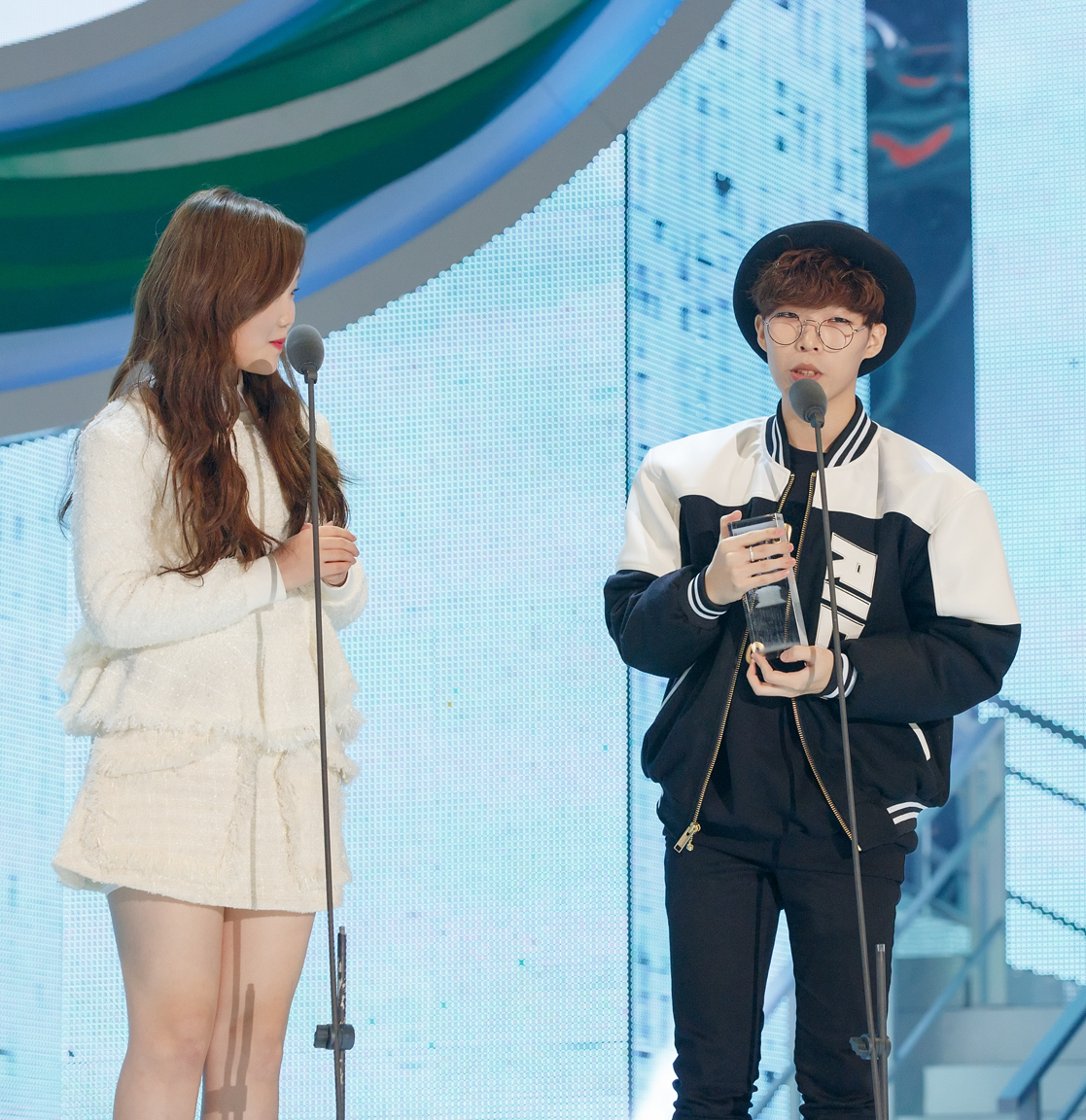
Akdong Musician tại Lễ trao giải Melon Music Awards 2014.

Ngày 9 tháng 10, Akdong Musician phát hành bài hát mang tên "Like Ga, Na, Da"  (Hangul: 가나다같이) cùng với một video đặc biệt trong "Ngày Hangul". Bài hát là một sản phẩm hợp tác giữa YG Entertainment và Woori Card.

### 2016:SPRING

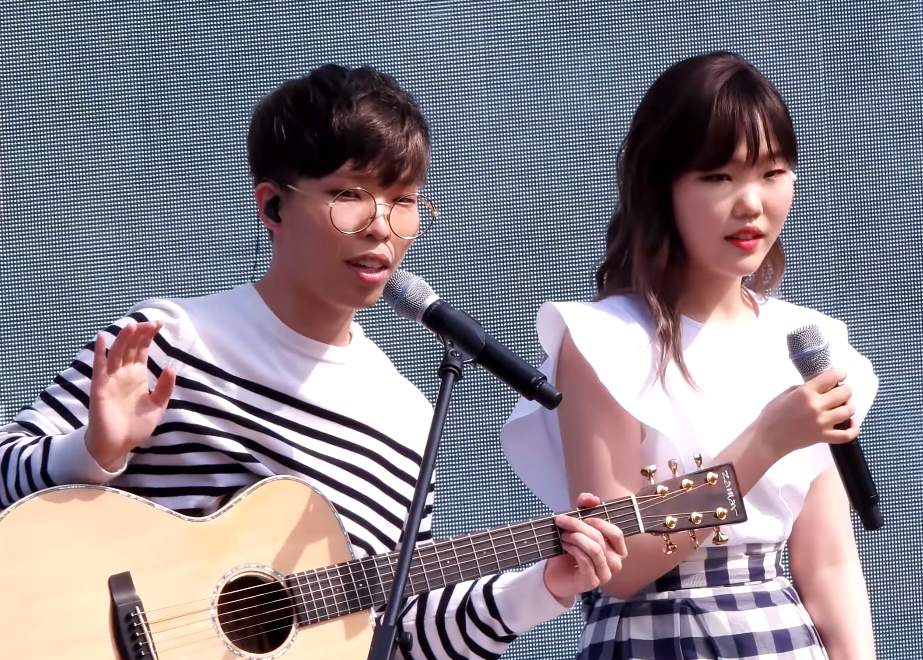
Akdong Musician ngày 5 tháng 5 năm 2016

Ngày 03 tháng 4 năm 2016, YG Entertainment xác nhận sự trở lại của bộ đôi vào ngày 04 tháng 5, đồng thời đế cập đến kế hoạch nhập ngũ của Lee Chan-hyuk sau khi hoàn thành quảng bá album mới..
Ngày 25 tháng 4, Akdong Musician công bố trở lại với mini-album mang tựa đề SPRING (Hangul: 사춘기 상; Hanja: 思春記 上), mở ra phần 1 series "Tuổi Dậy thì" (思春記). Album bao gồm hai ca khúc chủ đề là "RE-BYE" và "How People Move", và tất cả bài hát đều được sáng tác bởi Lee Chan-hyuk. Akdong Musician cũng cho ra mắt bộ phim nghệ thuật ngắn "'Welcome Home' vào ngày 26 như một phần của chiến dịch quảng bá.
Album chính thức được phát hành vào ngày 04 tháng 5. Các bài hát trong album đều mau chóng đạt được thứ hạng cao trên Gaon Chart, đặc biệt là "RE-BYE" đã giành vị trí đứng đầu hàng loạt bảng xếp hạng âm nhạc Hàn Quốc. Billboard đã lựa chọn "SPRING" cho vị trí thứ tư trong số các album xuất sắc nhất K-Pop năm 2016.
Để quảng bá "SPRING", Akdong Musician đã tổ chức một buổi biểu diễn tại Công viên Seoul Forest với sự tham dự của hơn 10,000 người. Tháng 11-12 trong năm, bộ đôi đã có tour biểu diễn "AKMU STUDIO" quanh Châu Á, tổ chức tại Đài Bắc, Kuala Lumpur, Singapore và Thượng Hải.
Ngày 11 tháng 10 năm 2016, phim truyền hình Người tình ánh trăng - Bộ bộ kinh tâm: Lệ phát hành nhạc phim, trong đó bài hát "Be with You" do Akdong Musician đảm nhận sáng tác và trình bày.

### 2017:WINTER
Ngày 05 tháng 12 năm 2016, Akdong Musician công bố hình ảnh cho album phòng thu thứ hai "WINTER" - phần 2 của series "Tuổi Dậy thì", đồng thời ấn định phát hành vào ngày 03 tháng 1 năm 2017.
Ngày 28 tháng 12, bộ đôi lần đầu công chiếu phim ngắn 'SPRING TO WINTER' tại sự kiện "WINTER Theater", đồng thời công bố danh sách bài hát của của album sắp tới. "WINTER" chính thức phát hành vào ngày 03 tháng 1, với các bài hát trong album đều do Chan-hyuk thực hiện sáng tác; hai ca khúc chủ đề lần này mang tựa đề "Last Goodbye" và "Reality". "Last Goodbye" trở thành bài hát bán chạy thứ hai nửa đầu năm 2017, nhận giải thưởng "Bài hát của năm" cho tháng 1 tại Gaon Chart Music Awards, và một Digital Bonsang tại Golden Disc Awards. Ngoài ra, bộ đôi cũng tổ chức một đợt tour toàn quốc mang tên "Diary", biểu diễn tại nhiều thành phố lớn của Hàn Quốc."해병 승전가"
Ngày 15 tháng 3, Akdong Musician hợp tác với Yang Hee-eun tung đĩa đơn kĩ thuật số mang tựa đề "The Tree". Ngày 20 tháng 7, bộ đôi phát hành đĩa đơn đầu tiên mang tên "SUMMER EPISODE", gồm hai ca khúc chủ đề "DINOSAUR" và "MY DARLING". Đáng chú ý, "DINOSAUR" đánh dầu lần đầu bộ đôi thử nghiệm với thể loại EDM, trong khi "MY DARLING" là một ca khúc acoustic mang sắc thái vui tươi.
Trong một bài phỏng vấn ngày 13 tháng 9, Lee Chan-hyuk xác nhận sẽ bắt đầu thực hiện nghĩa vụ quân sự trong lực lượng Thủy quân lục chiến Hàn Quốc từ ngày 18 tháng 9, đồng nghĩa với việc tạm ngưng mọi hoạt động của Akdong Musician. Trong thời gian này, Su-hyun hoạt động solo với vai trò DJ Radio chương trình Volume Up của đài KBS Cool FM, trở thành thành viên chủ chốt của chương trình "Begin Again" đài JTBC, góp giọng cho nhạc phim "Mr.Sunshine" của đài tvN, v.v

### 2019: Trở lại với album phòng thuSAILING
Ngày 29 tháng 5 năm 2019, Chan-hyuk hoàn thành nghĩa vụ quân sự và chính thức xuất ngũ, trở lại tiếp tục hoạt động nhóm. Trong thời gian tại ngũ, ca khúc "Hải quân Chiến thắng ca" ("해병 승전가") do anh sáng tác được lựa chọn làm một trong các ca khúc đại diện cho Thủy quân lục chiến Hàn Quốc, nhân dịp kỷ niệm 70 năm thành lập lực lượng này.
Ngày 04 tháng 9, bộ đôi được xác nhận sẽ trở lại vào cuối tháng này sau 2 năm vắng bóng. Trước thềm ra mắt album mới, một video mood teaser được đăng tải hé lộ giọng hát của Su-hyun giữa làn sóng biển, hát trên nền guitar acoustic; video hé lộ concept "Begin Sailing" cũng được đăng tải một ngày sau đó. Sáng 09 tháng 9, YG Entertainment công bố poster teaser mới cho album phòng thu thứ ba của nhóm, qua đó xác nhận album "SAILING" sẽ ấn định phát hành vào ngày 25 tháng 9.
Theo kế hoạch, bộ đôi đã ra mắt "SAILING" vào ngày 25 tháng 9, với ca khúc chủ đề mang tựa "How Can I Love the Heartbreak, You're the One I Love". Trong bài phỏng vấn với Nylon, Chan-hyuk tiết lộ hầu hết các bài hát trong album mới đều được sáng tác trên tàu trong suốt hai năm nhập ngũ, lấy cảm hứng từ những trải nghiệm mới. Ca khúc chủ đề album mới cũng từng được trình diễn tại Lễ hội Someday 2017. Sau khi phát hành, các ca khúc trong album đã mau chóng giành được các thứ hạng cao trên bảng xếp hạng nội địa, "How Can I Love the Heartbreak, You're the One I Love" giành vị trí đứng đầu tại bảy nền tảng phát hành nhạc chính của Hàn Quốc. Tối 29 tháng 9, nhóm tổ chức một buổi biểu diễn trực tiếp mang tên "Sailing On A Fall Night" tại công viên Yeouido Hangang, thu hút sự tham gia của trên 30,000 người - số lượng gấp 7-8 lần sức chứa của địa điểm này.
Tại buổi họp báo công bố ra mắt album "SAILING" ngày 25 tháng 9, bộ đôi cũng tuyên bố đổi tên gọi từ Akdong Musician sang AKMU, nhằm đánh dấu sự trưởng thành của họ. Hai người giải thích rằng quyết định này nhằm loại bỏ hạn chế về phong cách âm nhạc của họ trong tương lai.

### 2020: Su-hyun phát hành ca khúc solo đầu tay sau 6 năm debut,HAPPENING
Sự ra mắt của ca khúc "ALIEN" vào ngày 16 tháng 10 năm 2020 đánh dấu màn debut solo của Su-hyun sau 06 năm kể từ ngày debut. Ca khúc do Chan-hyuk đảm nhiệm sáng tác.
Ngày 16 tháng 11 năm 2020, bộ đôi trở lại sau 01 năm với đĩa đơn mang tên "HAPPENING".

### 2021: Tiếp tục đồng hành với YG Entertainment, phát hànhNEXT EPISODE
Ngày 26 tháng 1 năm 2021, AKMU tiếp tục gia hạn với YG Entertainment thêm 05 năm nữa.
Bộ đôi trở lại với album NEXT EPISODE vào ngày 26 tháng 7 năm 2021, hợp tác với nhiều nghệ sĩ lớn tại Hàn Quốc. Ca khúc chủ đề của album, "NAKKA" (kết hợp với nữ ca sĩ IU), nhận về một Digital Bonsang tại Golden Disc Awards lần thứ 36, và chiến thắng hạng mục "Ca khúc nhạc Pop xuất sắc nhất" tại Giải thưởng Âm nhạc Hàn Quốc lần thứ 19.

### 2022: Chan-hyuk ra mắt với tư cách nghệ sĩ solo cùngERROR
Ngày 17 tháng 10 năm 2022, album solo đầu tay của Chan-hyuk với tựa đề "ERROR" chính thức ra mắt công chúng. Album hướng đến phản ánh những tư tưởng triết lý của anh trong khoảng thời gian 8 năm hoạt động với tư cách nghệ sĩ, khẳng định sự lột xác so với hình ảnh Lee Chan-hyuk của AKMU ngày trước. ERROR chiến thắng hạng mục "Album nhạc Pop xuất sắc nhất" tại Giải thưởng Âm nhạc Hàn Quốc lần thứ 20.

### 2023: Album dự án của Chan-hyuk, trở lại hoạt động chung với đĩa đơnLove Lee
Tháng 6 năm 2023, Lee Chan-hyuk thành lập video agency riêng với tên gọi CHartLABEL, đồng thời công bố thông tin về album dự án "Umbrella" hợp tác phát hành với hãng MF (Mystery Friends). Ngày 28 tháng 6, album chính thức ra mắt qua kênh YouTube Leechanhyukvideo, trong đó các ca khúc có sự góp giọng của một số nhân vật nổi tiếng tại Hàn Quốc - bao gồm Su-hyun; Chan-hyuk đảm nhiệm vai trò sáng tác và sản xuất.
Ngày 21 tháng 8 năm 2023, bộ đôi chính thức trở lại sau hai năm với đĩa đơn thứ tư, "Love Lee". Ca khúc chủ điểm "Love Lee" ghi nhận xác lập thành tích Perfect All Kill tại toàn bộ các bảng xếp hạng lớn tại Hàn Quốc sau tròn một tháng phát hành. Ca khúc thứ hai trong album, "Fry's Dream", vốn được Chan-hyuk dành tặng cho nữ ca sĩ IU khi cô đến làm khách mời trong một concert của bộ đôi vào năm 2014, song không được ra mắt chính thức trong thời gian sau đó vì sự hiểu nhầm giữa hai bên. Bài hát được IU trao lại cho bộ đôi trên chương trình "IU's Palette" vào năm 2021, và được phát hành với một MV hình họa sau 9 năm.
Từ ngày 1 tháng 9 năm 2023, AKMU bắt đầu đảm nhiệm vai trò MC cho mùa thứ ba của chương trình âm nhạc ban đêm The Seasons, với tựa đề "The Seasons - AKMU's Long Day, Long Night".

## Thành viên
| Tên khai sinh | Tên khai sinh | Tên khai sinh | Tên khai sinh    | Tên khai sinh | Role                               | Ngày sinh        | Quốc tịch |
| Latinh        | Hangul        | Hanja         | Kana             | Hán-Việt      | Vai trò                            | Ngày sinh        | Quốc tịch |
| Lee Chan-hyuk | 이찬혁        | 李燦赫        | イ・チャンヒョク | Lý Xán Hách   | Main Rapper, Main Dancer           | 12 tháng 9, 1996 | Hàn Quốc  |
| Lee Su-hyun   | 이수현        | 李秀賢        | イ・スヒョン     | Lý Tú Hiền    | Main Vocalist, Lead Rapper, Maknae | 4 tháng 5, 1999  | Hàn Quốc  |

## Danh sách đĩa nhạc

### Album

#### Album phòng thu
| Tên                            | Chi tiết album                                                                                               | Danh sách bài hát |
| PLAY                           | - Phát hành: 07 tháng 4, 2014 - Hãng đĩa: YG Entertainment - Định dạng: CD, tải kỹ thuật số, phát trực tuyến | 1. "Give Love" (사랑을 주세요) 2. "200%" 3. Melted" (얼음들) 4. On The Subway" (지하철에서) 5. Hair Part" (가르마) 6. Artificial Grass" (인공잔디) 7. Don't Hate Me" (안녕) 8. Little Star" (작은별) 9. Anyway" (길이나) 10. "Idea" (소재) 11. "Galaxy" |
| Winter (사춘기 하 (思春記 下)) | - Phát hành: 3 tháng 1, 2017 - Hãng đĩa: YG Entertainment - Định dạng: CD, tải kỹ thuật số, phát trực tuyến  | 1. "Live" (생방송) 2. "Reality" (리얼리티) 3. "Last Goodbye" (오랜 날 오랜 밤) 4. "Play Ugly" (못생긴 척) 5. "Chocolady" 6. "You Know Me" (라이브) 7. "Way Back Home" (집에 돌아오는 길) 8. "Will Last Forever" (그때 그 아이들은) |
| SAILING (항해)                 | - Phát hành: 25 tháng 9, 2019 - Hãng đĩa: YG Entertainment - Định dạng: CD, tải kỹ thuật số, phát trực tuyến | 1. "Chantey" (뱃노래) 2. "Fish In The Water" (물 만난 물고기) 3. "How Can I Love The Heartbreak, You're The One I Love" (어떻게 이별까지 사랑하겠어, 널 사랑하는 거지) 4. "Moon" (달) 5. "Freedom" 6. "Should've Love You More" (더 사랑해줄걸) 7. "Whale" (고래) 8. "Endless Dream, Good Night" (밤 끝없는 밤) 9. "Farewell" (작별 인사) 10. "Let's Take Time" (시간을 갖자) |

#### Mini album
| Tên                            | Chi tiết album                                                                                               | Danh sách bài hát |
| Spring (사춘기 상 (思春記 上)) | - Phát hành: 04 tháng 5, 2016 - Hãng đĩa: YG Entertainment - Định dạng: CD, tải kỹ thuật số, phát trực tuyến | 1. "Re-Bye" 2. "How People Move" (사람들이 움직이는 게) 3. "Haughty Girl" (새삼스럽게 왜) 4. "Green Window" (초록창가) 5. "Every Little Thing" (사소한 것에서) 6. "Around" (주변인) |
| NEXT EPISODE                   | - Phát hành: 26 tháng 7, 2021 - Hãng đĩa: YG Entertainment - Định dạng: CD, tải kỹ thuật số, phát trực tuyến | 1. "Hey Kid, Close Your Eyes" (전쟁터) (cùng Lee Sun-hee) 2. "NAKKA" (낙하) (cùng IU) 3. "BENCH" (cùng Zion.T) 4. "Tictoc Tictoc Tictoc" (째깍 째깍 째깍) (cùng Beenzino) 5. "Next Episode" (맞짱) (cùng Jannabi Choi Jung-hoon) 6. "Stupid Love Song" (cùng Crush) 7. "EVEREST" (cùng Sam Kim) |
| LOVE EPISODE                   | - Phát hành: 3 tháng 6, 2024 - Hãng đĩa: YG Entertainment - Định dạng: CD, tải kỹ thuật số, phát trực tuyến  | 1. "Hero" 2. "Long D" (롱디) 3. "Peace of Cake" (케익의 평화) 4. "Answer Me" (답답해) 5. "Love Lee" 6. "Fry's Dream" (후라이의 꿈) |

#### Album trực tiếp
| Tên                                              | Chi tiết album                                                                                           |
| AKMU 'Sailing' Tour Live (AKMU [항해] TOUR LIVE) | - Phát hành: 03 tháng 7, 2020 - Hãng đĩa: YG Entertainment - Định dạng: tải kỹ thuật số, phát trực tuyến |

### Đĩa đơn

#### Đĩa đơn chính
| Tên                                  | Chi tiết đĩa đơn                                                                                              | Danh sách bài hát                                      |
| Time And Fallen Leaves (시간과 낙엽) | - Phát hành: 10 tháng 10, 2014 - Hãng đĩa: YG Entertainment - Định dạng: CD, tải kỹ thuật số, phát trực tuyến | 1. "Time And Fallen Leaves" (시간과 낙엽)              |
| SUMMER EPISODE                       | - Phát hành: 20 tháng 7, 2017 - Hãng đĩa: YG Entertainment - Định dạng: tải kỹ thuật số, phát trực tuyến      | 1. "DINOSAUR" 2. "My Darling"                          |
| HAPPENING                            | - Phát hành: 16 tháng 11, 2020 - Hãng đĩa: YG Entertainment - Định dạng: tải kỹ thuật số, phát trực tuyến     | 1. "HAPPENING"                                         |
| Love Lee                             | - Phát hành: 21 tháng 8, 2023 - Hãng đĩa: YG Entertainment - Định dạng: tải kỹ thuật số, phát trực tuyến      | 1. "Love Lee" (러브 리) 2. "Fry's Dream" (후라이의 꿈) |

#### Đĩa đơn quảng bá
| Tên bài hát                                           | Ngày phát hành    | Album                                                                         |
| "Don't Cross Your Legs" (다리꼬지마)                  | 25 tháng 11, 2012 | K-pop Star Season 2 - Don't Cross Your Legs (SBS K팝 스타 시즌2 - 다리꼬지마) |
| "You are Attractive" (매력있어)                       | 12 tháng 12, 2012 | K-pop Star Season 2 - You are Attractive (SBS K팝 스타 시즌2 - 매력있어)      |
| "Is It Ramen?" (라면인건가)                           | 17 tháng 2, 2013  | K-pop Star Season 2 Top 10 (SBS K팝 스타 시즌 2 Top 10)                       |
| "Crescendo" (크레셴도)                                | 10 tháng 3, 2013  | K-pop Star Season 2 Top 6 (SBS K팝 스타 시즌 2 TOP 6)                         |
| "Love in the Milky Way Cafe" (사랑은 은하수 다방에서) | 24 tháng 3, 2013  | K-pop Star Season 2 Top 4 (SBS K팝 스타 시즌 2 TOP 4)                         |
| "Foreigner's Confession" (외국인의 고백)              | 04 tháng 4, 2013  | K-pop Star Season 2 Top 3 Part.2 (SBS K팝 스타 시즌2 TOP 3 Part.2)            |
| "Officially Missing You"                              | 10 tháng 4, 2013  | K-pop Star Season 2 Top 2 Special (SBS K팝 스타 시즌2 Top 2 Special)          |
| "Bean Ice Flakes with Rice Cake" (콩떡빙수)           | 23 tháng 5, 2013  | Bean Ice Flakes with Rice Cake (콩떡빙수)                                     |

#### Đĩa đơn kết hợp
| Tên bài hát       | Ngày phát hành   | Album                                                   | Ca sĩ kết hợp |
| "The Tree" (나무) | 15 tháng 3, 2017 | The Unexpected Meeting Part 8 (<뜻밖의 만남> 여덟 번째) | Yang Hee-eun  |

#### Nhạc phim
| Tên bài hát   | Ngày phát hành    | Album                                                                                               |
| "I Love You"  | 24 tháng 4, 2013  | All About My Romance OST Part.3 (내 연애의 모든 것 (SBS 수목드라마) OST - Part.3)                   |
| "Be With You" | 11 tháng 10, 2016 | Moon Lovers: Scarlet Heart Ryo OST Part.12 (달의 연인 - 보보경심 려 (SBS 월화드라마) OST - Part.12) |

## Lưu diễn
- Akmu 1st Live Tour "AKMU CAMP" (2014)
- AKMU Studio (2016)
- AKMU "Diary" (2017)
- AKMU Sailing Tour (2019 - 2020)
- AKMUTOPIA (2023 - 2024)